# 茱恩·廷珀利
茱恩·廷珀利（June Timperley，1932年—），出生名茱恩·懷特（June White），是一名前英格蘭羽球運動員。
茱恩·懷特在1950年代初期以雙打能力突出。她與合作夥伴艾莉絲·羅傑斯（娘家姓柯里）在丹麥選手統治的時代打破困境，三次奪得全英女子雙打冠軍。此外，她還與莊友良和東尼·喬丹一起奪得了三次全英混合雙打冠軍。她後來與國際級羽球選手約翰·廷珀利（現已故）結婚。